# Essere liberi
Essere liberi è un singolo del cantautore italiano Coez, pubblicato il 18 maggio 2022 come quinto estratto dal sesto album in studio Volare.

## Video musicale
Il video, diretto da Nicola Bussei, è stato reso disponibile in concomitanza del lancio del singolo attraverso canale YouTube del cantante.

## Tracce
Testi e musiche di Silvano Albanese, Luca Antonio Barker, Alfonso Climenti e Valerio Bulla.
1. Essere liberi – 3:16

## Classifiche
| Classifica (2022) | Posizione massima |
| ----------------- | ----------------- |
| Italia            | 83                |